# Classe Albany
La classe Albany era una classe di tre incrociatori pesanti della United States Navy, due della classe Baltimore e uno della classe Oregon City, riconvertiti in incrociatori lanciamissili. Della struttura originale venne mantenuto lo scafo, mentre vennero rimossi tutti i sistemi d'arma e la sovrastruttura originale che venne ricostruita in alluminio per risparmiare peso.
L'unità capoclasse USS Albany (CA-123), della classe Oregon City, venne riconvertito nel cantiere navale di Boston a partire dal gennaio 1959, rientrando in servizio con la sigla CG-10 il 3 novembre 1962.
L'incrociatore USS Chicago (CA-136), della classe Baltimore, venne riconvertito a San Francisco a partire dal luglio 1959, rientrando in servizio con la sigla CG-11 il 2 maggio 1964. Lavori di riconversione erano previsti per l'incrociatore USS Fall River (CA-131) che avrebbe dovuto avere la sigla CG-12, ma al suo posto venne riconvertito l'incrociatore USS Columbus (CA-74), i cui lavori vennero effettuati nel complesso del Puget Sound Naval Shipyard a partire da settembre 1959, rientrando in servizio con la sigla CG-12 il 1º dicembre 1962. Lavori di riconversione erano previsti anche per gli incrociatori USS Rochester (CA-124) e USS Bremerton (CA-130) che avrebbero dovuto avere le sigle CG-13 e CG-14, ma questi lavori non vennero effettuati a causa dei costi elevati di riconversione.

## Unità
| Nome         | sigla        | cantiere     | servizio  | Destini finale                           | Link      |
| ------------ | ------------ | ------------ | --------- | ---------------------------------------- | --------- |
| USS Albany   | CA-123/CG-10 | Quincy       | 1946-1980 | Venduto per demolizione 12 agosto 1990   | NVR DANFS |
| USS Chicago  | CA-136/CG-11 | Philadelphia | 1945-1980 | Venduto per demolizione 24 ottobre 1991  | NVR DANFS |
| USS Columbus | CA-74/CG-12  | Quincy       | 1945-1975 | Venduto per demolizione 1º novembre 1977 | NVR       |